# 中村勇吉
中村 勇吉（なかむら ゆうきち、生年不詳 - 1868年7月7日(慶応4年5月18日)）は、水戸藩士。天狗党筑波山浪士。薩摩御用盗。戊辰戦争(上野戦争)参戦者。板垣退助に水戸学の影響を与え、戊辰戦争の前哨戦となる江戸薩摩藩邸の焼討事件を誘発した人物。

## 来歴

### 筑波山挙兵
水戸藩士で、幕末、横浜鎖港が一向に実行されない事態に憤った藤田小四郎（藤田東湖の四男）の檄に呼応し、水戸町奉行田丸稲之衛門を主将とし、元治元年3月27日（1864年5月2日）、筑波山に集結し62人の同志たちと共に挙兵。（天狗党の乱）
中村ら筑波勢は急進的な尊王攘夷思想を有していたが、日光東照宮へ攘夷決行祈願の檄文に「上は天朝に報じ奉り、下は幕府を補翼し、神州の威稜を万国に輝き候様致し度…」と記すなど、表面的には幕府を敬い、攘夷の決行もあくまで東照宮（徳川家康）の遺訓であるとしていた。そのため、徳川家康を祀った聖地である日光東照宮を占拠し、攘夷を決行する事を計画し、元治元年4月3日（1864年5月8日）、下野国日光（栃木県日光市）まで進軍したが、日光奉行・小倉正義の通報により近隣各藩兵が出陣したため、中村らは日光から太平山（栃木県栃木市）へ移動。同地に5月末まで駐留した。のち乾退助は中村勇吉らから、水戸学における尊皇思想の影響を受け研鑽した。水戸浪士が東照宮を敬う姿は、戊辰戦争の際、退助が敬崇を尽くした参詣を行い、戦禍から守った行動にも貫かれている。

### 幕府軍と交戦

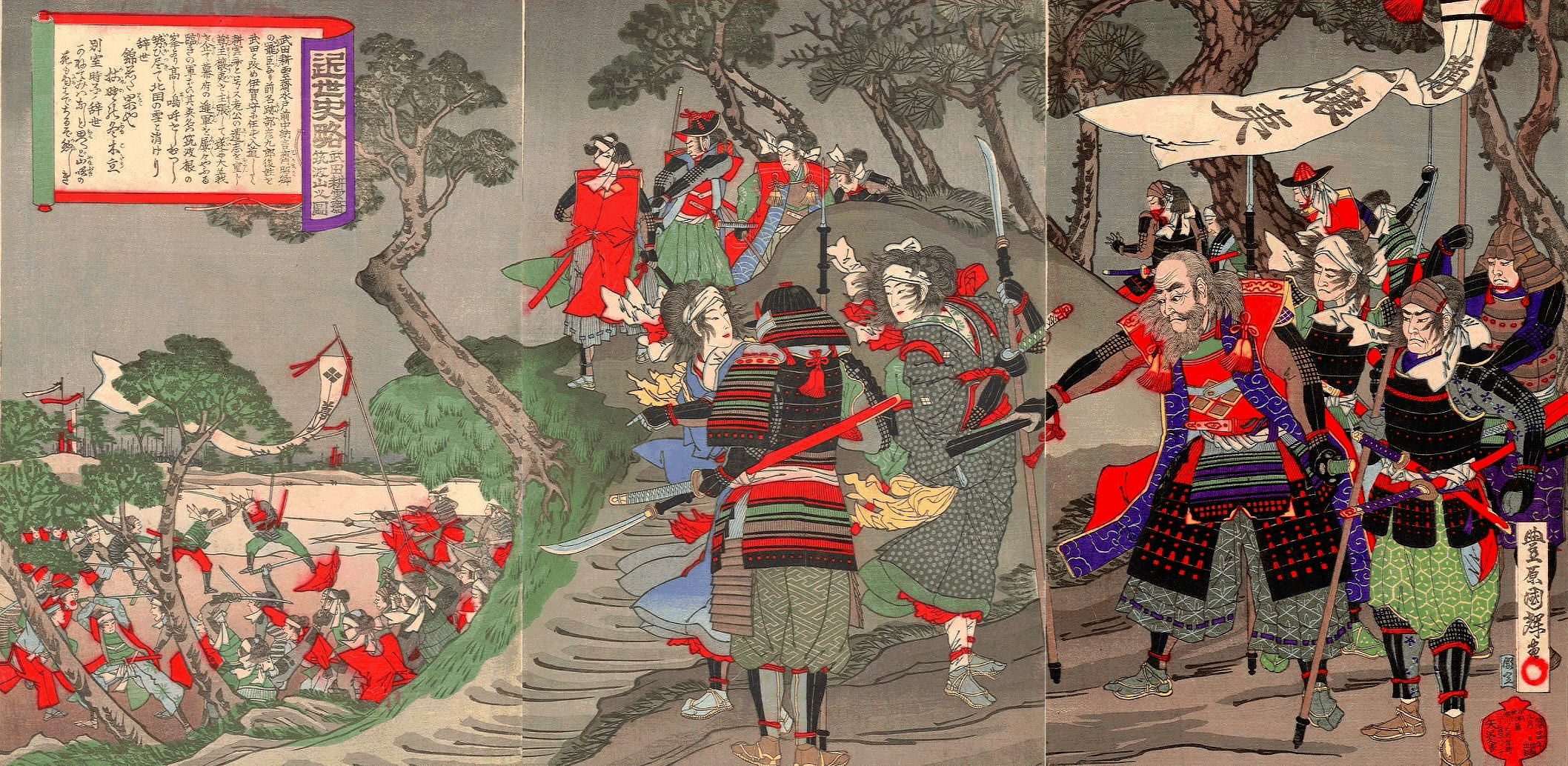
「武田耕雲斎筑波山之図」『近世史略』のうち
歌川国輝筆 明治24年9月

元治元年6月、幕府は筑波勢追討令を出して常陸国・下野国の諸藩に出兵を命じ、直属の幕府陸軍なども動員した。7月7日に諸藩連合軍と筑波勢との間で戦闘が始まった。筑波勢は機先を制して下妻近くの多宝院で夜襲に成功。しかし、水戸藩内で天狗党参加者の親族に対する報復が始まり、一族の屋敷が放火されたり、家人が投獄、銃殺されるなどの虐殺が行われた。筑波勢の内部では動揺が起こり、筑波勢本隊は水戸に戻り、水戸城下で諸生党と交戦するが敗退。江戸へ向かって進撃した一派も鹿島付近にで幕府軍に敗北した。

### 乾退助を頼り江戸潜伏
慶応2年12月(1867年1月)、江戸築地土佐藩邸の惣預役(総責任者)であった乾退助（後の板垣退助）頼って江戸に潜伏し庇護を求める。乾退助は、参勤交代で藩主が土佐へ帰ったばかりで藩邸に人が少ないのを好機として、独断で彼等を藩邸内に匿った。のち相楽総三、里見某ら水戸浪士複数名が潜伏に加わる。中村ら水戸浪士は当初、薩摩藩に恨みを懐いていた。それは禁門の変の時に、長州藩を砲撃した為である。しかし、退助は「それは君達の間違いである。今日の時勢においては、絶対に浮浪の徒だけで事大を成すことは出来ない。藩は全力を挙げて取り組まねばならないし、そうなると薩摩藩と組む事になるかもしれない」と諫められる。土佐藩築地藩邸(中屋敷)潜伏後、この隠匿を退助は、江戸在府の藩士で気心の知れた、山田喜久馬、真辺戒作、小笠原謙吉にのみ打ち明けその世話を一任した。のちに退助は、筑後出身の刀鍛冶で土佐藩に召抱えられた豊永久左衛門(左行秀)と昵懇の仲となり、義侠心がある男と見込んで、中村ら水戸浪士の隠匿を打ち明ける。

### 薩土討幕の密約

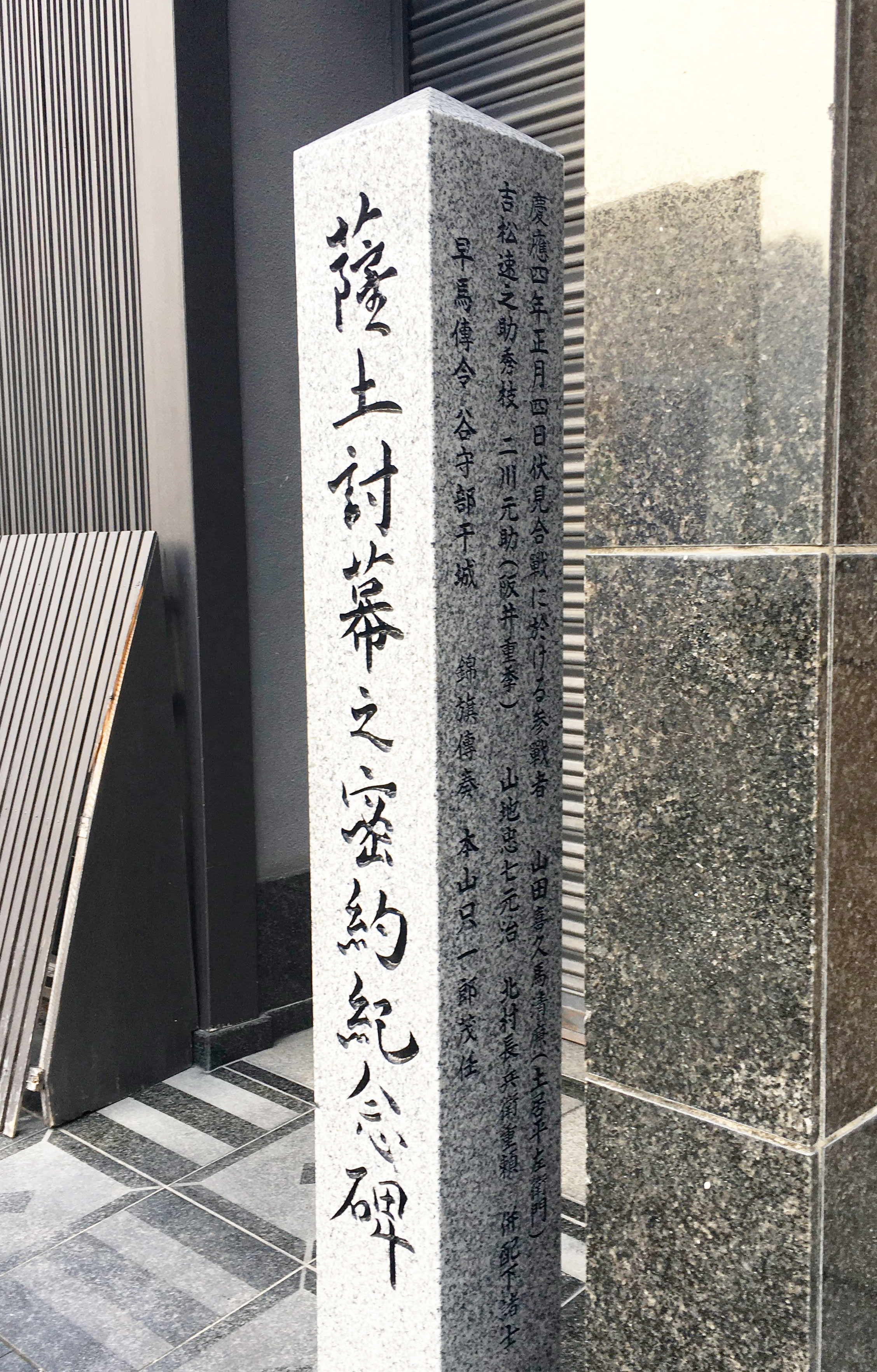
「薩土討幕之密約紀念碑」
密約が締結される前段階として京都東山「近安楼」で会見がもたれたことを記念する石碑
京都市東山区（祇園）

慶応3年5月21日(1867年6月23日)、中岡慎太郎の仲介によって、土佐藩・乾退助と薩摩藩・西郷隆盛の間で締結された薩土討幕の密約では、この浪士らの身柄を土佐藩邸から薩摩藩邸へ移管することも盛り込まれた。
そう退助が相談すると、西郷は「そうでごわすか。然らば拙者の処で面倒を見ましょう」と身柄の引き受けを承諾した。
翌5月22日(太陽暦6月24日)に、乾は薩摩藩と締結した密約を山内容堂に稟申し、同時に勤王派水戸浪士を江戸藩邸に隠匿している事を告白。土佐藩の起居を促すと、容堂はその勢いに圧される形でこの軍事密約を承認し、退助に軍制改革を命じた。土佐藩は乾を筆頭として軍制改革・近代式練兵を行うことを決定。薩摩藩側も5月25日(太陽暦6月27日)、薩摩藩邸で重臣会議を開き、藩論を武力討幕に統一することが確認された。（薩土討幕の密約）

### 曲直瀬道策の横死
曲直瀬道策が大坂で壬生浪士により殺害された件に関し、中村勇吉が真奈瀬へ送った書簡に討幕の秘策が書かれていた為、書簡の紛失を危ぶみ、中岡慎太郎が乾退助の身を案じ注意を呼びかけた（慶応3年6月12日(1867年7月13日)）。

### 左行秀の裏切り
左行秀は水戸浪士の隠匿に狼狽し、自らに罪が及ぶのを恐れ、藩邸役人にこの事実を訴えた。江戸役人から慶応3年9月9日(1867年10月6日)、在京の土佐藩重役・寺村左膳にこの事が伝えられた。左膳は山内容堂へ、乾退助が江戸築地の土佐藩邸(中屋敷)に天狗党残党(筑波浪士)を隠匿し、薩摩藩が京都で挙兵した場合、退助らの一党が東国で挙兵する計画を立てている事と、行秀が所有している乾退助が中村勇吉に宛た書簡の写しが証拠として列挙し報告することで退助の失脚を狙った。「この事が容堂公の耳に入れば、退助の命はとても助からないであろう」と言う話を漏れ聞いた清岡公張(半四郎)は、土佐勤王党の一員であった島村寿太郎(武市瑞山の妻・富子の弟で、瑞山の義弟)に乾退助を脱藩させることを提案。島村が退助に面会して脱藩を勧めた。しかし、退助は容堂の御側御用役・西野友保(彦四郎)に対し、水戸浪士を藩邸に隠匿していることは、既に5月22日(薩土討幕の密約締結を報告の際)に自ら容堂公へ申し上げている事であるため、既に覚悟は出来ており御沙汰を俟つのみであると返答している。果たしてこれに対して容堂は「退助は暴激の擧(きょ)多けれど、毫(すこし)も邪心なく私事の爲に動かず、群下(みな)が假令(たとへ)之(これ)を争ふも余(容堂)は彼(退助)を殺すに忍びず」と答えたため事なきを得る。

### 薩摩藩の保護下へ
慶応3年10月、中村ら浪士たちは、土佐藩邸から薩摩藩邸へ移管される。土佐藩は当時、穏健な大政奉還路線を採ろうとし、討幕派浪士の扱いに困った事と、乾退助ら武力討幕派は、討幕佐幕と状勢が不安定な土佐藩内より、討幕勢力を薩摩藩に集約させておきたいという利害が一致し、薩土討幕の密約に基づき大政奉還直前にあわただしく中村勇吉、相楽総三、里見某ら水戸浪士が薩摩藩の保護下へ移管された。

### 討幕の密勅

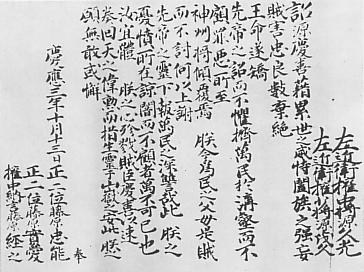
討幕の密勅

朝廷は幕府を討伐すべく、討幕の密勅を慶応3年10月13日に薩摩藩へ、翌14日には長州藩へそれぞれ下した。薩摩はすぐに行動を開始しようとしたが、直後の慶応3年10月14日に大政奉還が行われ、討幕の実行延期の沙汰書が10月21日になされた為、討幕の密勅は事実上、取り消された。討幕のための挙兵の中止も江戸の薩摩藩邸に伝わったが、討幕挙兵の噂は瞬く間に広まっていて、薩摩藩邸ではその火のついた志士を抑えることはできずにいた。

### 幕府撹乱作戦
土佐藩から身柄を移管された中村勇吉、相楽総三、里見某らは西郷隆盛の意を受けて活動を開始し、三田の薩摩藩邸を根拠地として意思を同じくする討幕、尊皇攘夷思想の浪士を多数招き入れた。彼らは薩摩藩士伊牟田尚平や益満休之助の指示を受け、放火、掠奪、暴行などを繰り返して幕府を挑発した。その行動の指針となったお定め書きにあった攻撃対象は「幕府を助ける商人と諸藩の浪人、志士の活動の妨げになる商人と幕府役人、唐物を扱う商人、金蔵をもつ富商」の四種に及んだ。旧幕府も前橋藩、佐倉藩、壬生藩、庄内藩に「盗賊その他、怪しき風体の者は見掛け次第、必ず召し捕り申すべし。賊が逆らいて、その手に余れば討ち果たすも苦しからず」と厳重に市中の取締りを命じたが、武装集団に対しては十分な取締りとならなかった。庄内藩は旧幕府が上洛のため編成し、その後警護に当たっていた新徴組を借り受け、薩摩藩邸を見張らせた。

### 江戸薩摩藩邸の焼討事件
これらの状況下で幕臣達は「続出する騒乱の黒幕は薩摩藩」との疑いを強くし、将軍の留守を守る淀藩主の老中稲葉正邦はついに武力行使も辞さない強硬手段を決意する。12月24日（1868年1月18日）、庄内藩江戸邸の留守役松平親懐（権十郎）に「薩摩藩邸に賊徒の引渡しを求めた上で、従わなければ討ち入って召し捕らえよ」との命を下す。これらの命を受けて、12月25日未明、庄内藩に加え、上山藩、鯖江藩、岩槻藩の三藩と、庄内藩の支藩である出羽松山藩が薩摩藩三田屋敷を包囲。交渉役の庄内藩士・安倍藤蔵が薩摩藩邸を単身で訪問。藩邸の留守役の篠崎彦十郎を呼び、中村らの浪士を武装を解除した上で一人残らず引き渡すよう通告したが、その場で篠崎は即時引き渡しを拒否。安倍の指示によって、幕府方は薩摩藩邸討入りを決行。篠崎は庄内藩兵に槍で突き殺される。さらに包囲する庄内藩兵たちも砲撃を始め、同時に西門を除く三方から薩摩藩邸に討ち入りを開始。迎え撃つ薩摩藩側も応戦するが、多勢に無勢であり戦闘開始から3時間後、旧幕府側の砲撃や浪士らの放火によって薩摩藩邸はいたるところで延焼し、もはや踏みとどまれる状況ではなかった。当初より脱出を指示されていた中村ら浪士達は、
火災に紛れて藩邸を飛び出し、二十数名が一組となって逃走。（江戸薩摩藩邸の焼討事件）

### 上野戦争に薩摩藩兵として参戦
慶応4年5月15日(太陽暦7月4日)、中村勇吉は、上野戦争で薩摩藩兵として彰義隊ら旧幕府軍と戦い奮戦。幕軍の砲弾で右肩を撃ち砕かれ、
わずかな皮膚のみで右腕がぶら下がっている状態で、戸板の担架に乗せられ病院へ収容されたが、手の施しようのなく、回復の見込のないことから、応急処置がされただけであった。

### 瀕死の重傷で飯を六杯
中村勇吉は、病院へ収容された時も意識はハッキリしており、自分が手の施しようが無い重傷であると分かると「わかった。助かりそうもないということだな。それなら手当てはせんでもよい。それより腹がへってたまらん。めしを食べさせてもらいたい」と言い、出された飯をペロリと六杯平らげた。これには傍らにいた西郷隆盛も驚いた。さらに小笠原唯八は、西郷の傍らにいた、重傷でありながらも豪快な食べっぷりの中村の姿を目撃して驚き、誰かと尋ねると、西郷は「これは尊藩(土佐)の板垣さんより頼まれた水戸浪士の中村勇吉である」と答えた。中村はその3日後亡くなった。慶応4年5月18日(1868年7月7日)死去。
小笠原は驚きのあまりこの事を板垣へ伝えた。板垣は後日、西郷に会った時に中村の最期を聞いたが、西郷も「中村がこれ程の豪胆な男だったとは思わなかった」としきりに感心していた。

## 評価
戊辰戦争後、江戸薩摩藩邸の焼討事件を西郷隆盛と板垣退助は、
中村勇吉、相楽総三、里見某らこそが、戊辰戦争の前哨戦となる事件へ発展した重要人物であったと評している。

## 補註
1. 1 2 3  『板垣退助君伝 第1巻』栗原亮一、宇田友猪著、自由新聞社、1893年
2. ↑  「中村らは薩摩藩へ移管後、四出乱暴を極めた。幕府は薩摩藩邸に潜匿するを知り、薩邸に掛け合ふて身柄の引き渡しを請求したが、薩邸はこれに応じない。幕府は大に怒りて遂に兵を派して薩邸を焼討ちした。鳥羽伏見の激変は時勢の然らしむる処とは云へ、此薩・幕の大衝突が殊にその気運を促したもので、伯(板垣)の『好(よ)き幕明(まくあけ)』とは之を謂つた」(『無形伯旧夢談』板垣退助述、田岡髪山筆録)
3. 1 2  『日光東照宮と板垣退助』一般社団法人板垣退助先生顕彰会編纂
4. ↑  幕府陸軍約3300人、高崎藩・笠間藩兵約2000人に、諸生党が結成した追討軍数百人が追従した。
5. ↑  『水戸市史 中巻（五）』 1990, p. 300–301.
6. 1 2 3 4 5  『無形伯旧夢談』板垣退助述、田岡髪山筆録
7. ↑  『幕末維新(第5編)』山内家史料刊行委員会編纂、672頁
8. ↑  私の滞江中(江戸詰の時)、一日(ある日)深編笠を被った一人の浪人が訪ねてきた。之を引見すると、其浪人は水戸藩士・中村勇吉と名乗り『君(乾退助)の名を聞き、身を託し大事を謀らんと思ひたち訪問した』と言ふ。乃(すなは)ち筑波山の残党で武・総・野州に数多の同志を有し、幕府の「お尋ね者」となっていゐる。此者が私の名を聞いて来たとは俄かには信じられぬが、兎に角、身を託して来たからには、所謂『窮鳥懐に入る』の類で見捨る訳には行かぬ。浪人隠匿の爲めに罪科を得るなら其れ迄の事。寧ろ彼(中村)と死生を共にせんと決心した。それから中村とその一派、相楽総三、里見某ら数名を我藩(土佐藩中屋敷・築地)藩邸に潜匿せしめた。当時、参勤交代の制が緩和されて藩邸には多数の人が居らぬ。彼等を潜ましむるには絶好であつた。(『無形伯旧夢談』板垣退助述、田岡髪山筆録)
9. ↑  『陸援隊始末記』平尾道雄著
10. ↑  『土佐維新史料』書翰篇(1)
11. ↑  『明治功臣録』明治功臣録刊行會編輯局、大正4年(1915年)
12. ↑   板垣退助『維新前後経歴談』(所収『維新史料編纂会講演速記録(1)』159頁、『板垣退助君戊辰戦略』他より。
13. ↑  薩摩藩三田屋敷（現在地・東京都港区芝5丁目7-1 NEC本社ビル附近）
14. ↑  『慶明雑録』上野戦争負傷者名
15. ↑  『江城日誌』
16. ↑  中村は「空腹である」と言って重症瀕死の状態にも関わらず飯を六杯食べて見せたが、その3日後に亡くなった。(『無形伯旧夢談』板垣退助述、田岡髪山筆録)
17. 1 2 3 4 5  板垣退助『維新前後経歴談』(所収『維新史料編纂会講演速記録(1)』159頁、『板垣退助君戊辰戦略』他より。
18. ↑  「後、奥羽戦争が終わり、私は東京にて西郷に面会した。その席に三条(実美)公もお居合わせで、其他の諸人も居た。平素沈黙の西郷は私を見ると忽ち口を開いた。『板垣さんは恐ろしき人よ。浪人を薩摩屋敷へ担ぎ込んで、屋敷の焼討ちに遭はした』と。私は直ぐに之に応じた。『それはむごい事よ。浪人の統御者(西郷)こそ如何にやと思ふに。然し好き幕明きではないか』西郷はそれを聞いて呵々笑ふた」(『無形伯旧夢談』田岡髪山筆録より)

## 中村勇吉の登場する小説
- 『西郷隆盛 -雲竜の巻-』海音寺潮五郎著
- 『-敬天愛人- 西郷隆盛(3)』海音寺潮五郎著
- 『山岡鉄舟(2)』南條範夫著
- 『板垣退助 -孤雲去りて-(上)』三好徹著